# Albert-Schultz-Hof
Der Albert-Schultz-Hof ist ein Gemeindebau im Bezirksteil Stadlau des 22. Wiener Gemeindebezirks Donaustadt. Er steht unter Denkmalschutz (Listeneintrag) und wird durch die Erzherzog-Karl-Straße, Gumplowiczstraße und Siebenbürgerstraße begrenzt sowie am westlichen, schmalen Eck durch den nur knapp 50 Meter langen Edmund-Weber-Weg. 

## Geschichte
Im Roten Wien der Zwischenkriegszeit entstanden zahlreiche kommunale Wohnbauten, 32 davon auch jenseits der Donau. An der Stelle des heutigen Albert-Schultz-Hofs befand sich ursprünglich eine Gemeinde Au genannte Aulandschaft am Ufer der damals unregulierten Donau. Nach der von 1870 bis 1875 durchgeführten Donauregulierung war diese Gegend für Bauvorhaben geeignet. Anfang des 20. Jahrhunderts war projektiert, das von drei Straßenzügen umschlossene Areal dreizuteilen und im nordöstlichen Teil einen öffentlichen Platz zu errichten. Zu dieser Zeit befand sich nördlich der Gumplowiczstraße bereits eine große Lederfabrik. Nachdem die ursprüngliche Parzellierungsvariante verworfen worden war, wurde die Wohnhausanlage ab 1928 nach Plänen des Architekten George Karau in zwei Abschnitten errichtet. Der erste Bauteil wurde 1929 zur Benützung freigegeben, der andere im darauffolgenden Jahr. Da der Bezirk Donaustadt erst 1954 entstand, befand sich die Wohnhausanlage zum Zeitpunkt der Errichtung im 21. Bezirk Floridsdorf, woran noch heute ein altes Hausnummernschild in einem Hofeingang mit der Aufschrift XXI. Konskriptions-No. 202 Stadlau erinnert.
Ein Jugendheim, das im Gebäude untergebracht war, wurde bereits 1934 aufgelassen und zu Wohnungen umgebaut. In den Räumlichkeiten eines Horts errichtete die Pfarre Kagran 1936 eine Gottesdienststätte mit Sakristei für 120 Personen. 2008 wurde der ursprünglich nach Erzherzog Karl benannte Gemeindebau nach dem 1993 verstorbenen Donaustädter Bezirksvorsteher Albert Schultz in Albert-Schultz-Hof umbenannt. Eine für ab 2013 geplante Generalsanierung des Gebäudes hat sich aufgrund eines Mietereinspruches verzögert und soll voraussichtlich von 2017 bis 2020 durchgeführt werden. Es sollen unter anderem das Dach neu gedeckt und darunter 50 neue Dachgeschoßwohnungen errichtet werden, neue Türen und Fenster eingebaut werden und die Anlage mit einem Wärmedämmverbundsystem ausgestattet sowie an die Fernwärme angeschlossen werden.

## Architektur
Der drei- bzw. viergeschoßige Bau umfasst 21 Stiegen, die in beinahe dreieckiger, geschlossener Blockrandbebauung einen großen, parkartigen Innenhof mit einer mächtigen Platane in seiner Mitte umschließen. Die Nummerierung der Stiegen geht allerdings bis 22, da die Stiege 20 fehlt und sich an ihrer Stelle heute ein städtischer Kindergarten befindet. An der Erzherzog-Karl-Straße befinden sich einige Geschäftslokale, darunter eine Second-Hand-Boutique, ein Imbiss, ein Geschäft für Tierfutter und -zubehör, ein Nagelstudio, eine Glaserei und ein Parteilokal der SPÖ Donaustadt. Östlich der Siebenbürgerstraße befindet sich ein von 1962 bis 1964 errichteter, weiterer Gemeindebau mit 858 Wohnungen.
Zu den gliedernden Elementen des Albert-Schultz-Hofs zählen die Stiegenhaustürme sowie Doppelloggien, die vor die Fassade gesetzt sind und über die gesamte Höhe des Baus reichen. Architektonisch interessant sind zudem die original erhaltenen, skulptural gestalteten Eingangstüren zu den Stiegenhäusern.

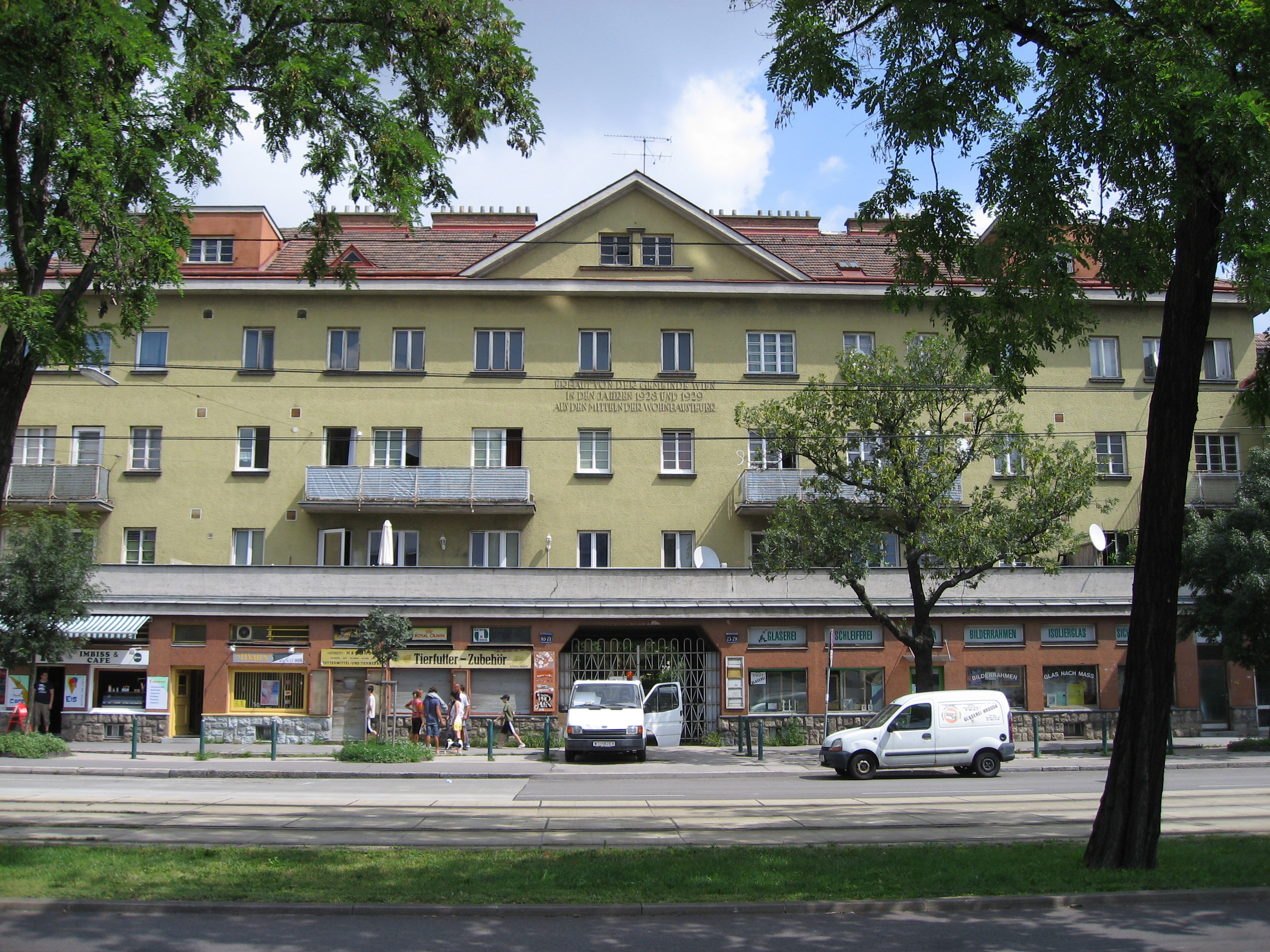
Haupteingang an der Erzherzog-Karl-Straße
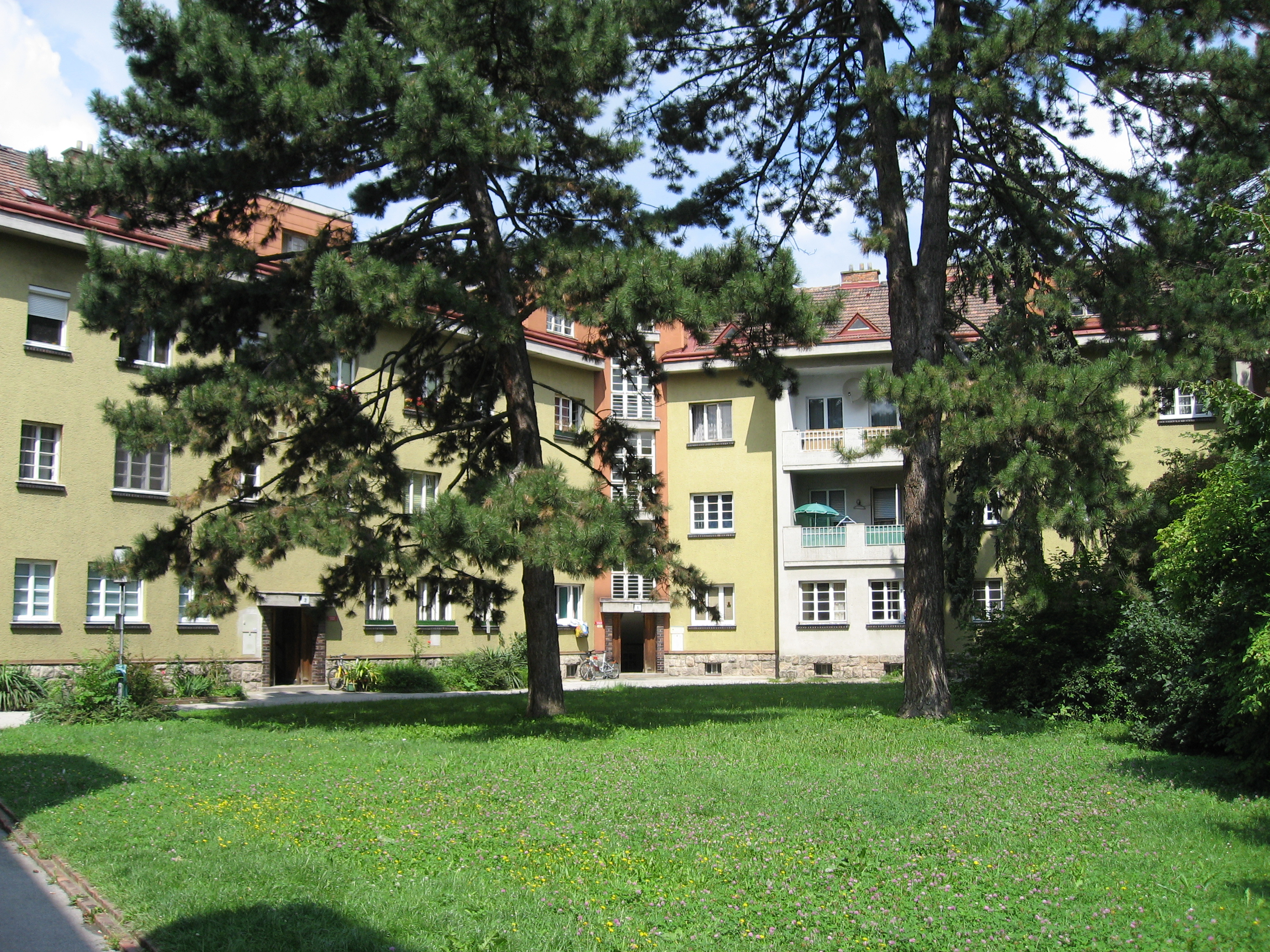
Innenhof
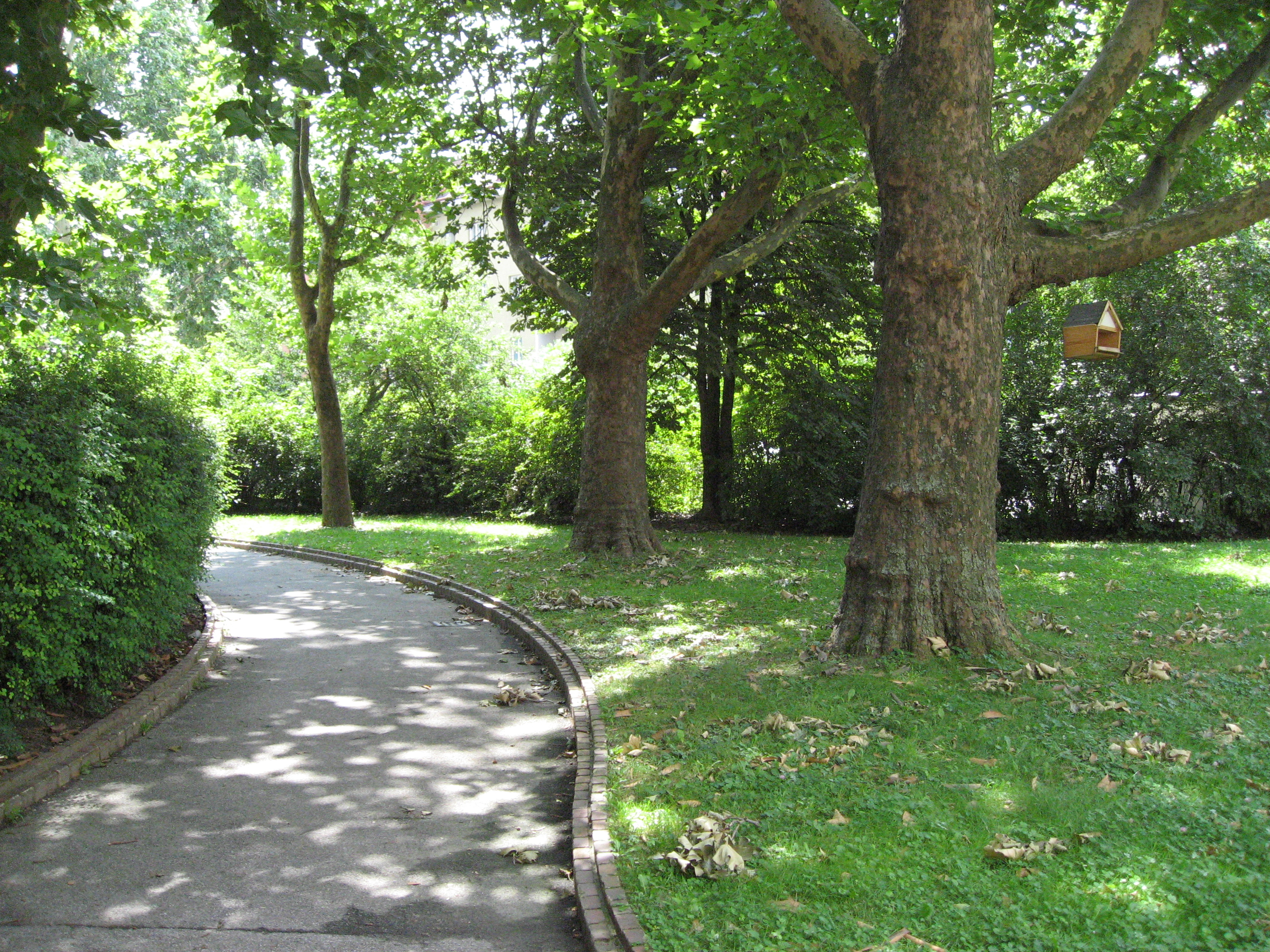
Gehweg im Innenhof
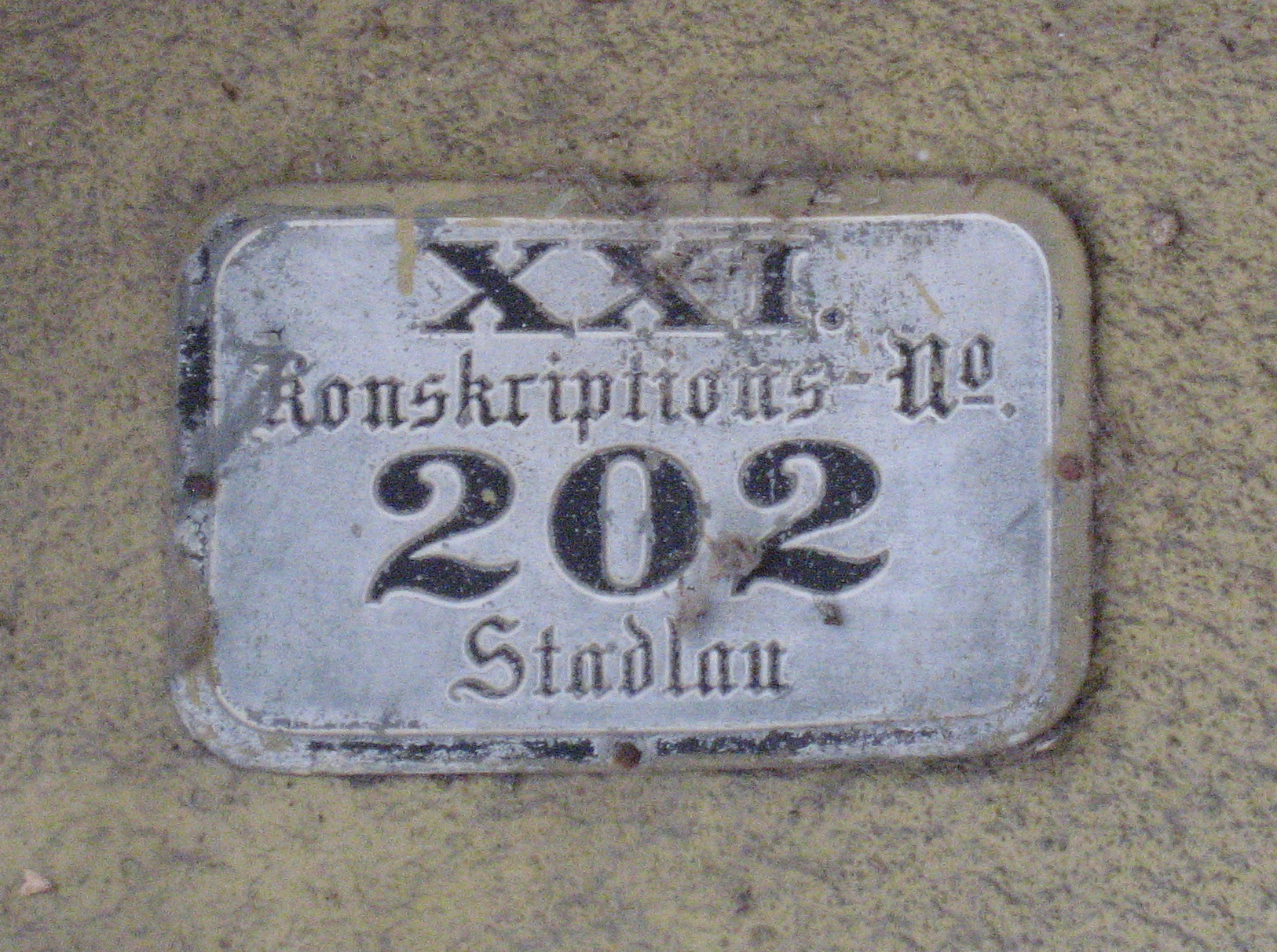
Altes Hausnummernschild XXI. Konskriptions-No. 202 Stadlau